# Josh Alexander
Joshua Lemay (nacido el 29 de mayo de 1987) es un luchador profesional canadiense , más conocido por el bajo el nombre de Josh Alexander. Actualmente está contratado para Total Nonstop Action Wrestling.
Lemay ha sido tres veces campeón mundial tras ser dos veces Campeón Mundial de Impact. También fue una vez Campeón de la División X de Impact, una vez Campeones Mundial en Parejas de Impact y Campeones en Parejas de PWG con Ethan Page como Monster Mafia/The North y el único campeón de peso pesado de la AAW.

## Carrera

### Circuito independiente (2005–presente)
Josh Alexander fue entrenado para luchar por Johnny Devine y Michael Elgin. Debutó en 2005. Luego comenzó su carrera en el circuito independiente regional canadiense. Conoció a su compañero luchador Ethan Page en la promoción Alpha-1 en Ontario en 2010, donde los dos se hicieron amigos íntimos. Un año después, formaron el equipo de etiqueta Monster Mafia, donde lucharon por varias promociones, incluyendo Ring of Honor (ROH) y AAW Wrestling. En 2013 sufrió una lesión en el cuello durante un partido de AAW. Después de tomarse un tiempo para sanar, volvió a la acción. Unos meses después, volvió a lesionarse el cuello durante un partido de prueba de ROH con ReDRagon. Había herniado un disco para poder fusionar sus vértebras C5-C6 para reparar la lesión.
Sin embargo, no se tomó un descanso durante este tiempo y mantuvo la lesión en secreto, no queriendo desperdiciar la oportunidad de trabajar con ROH. En febrero de 2015, Monster Mafia debutó para Pro Wrestling Guerrilla (PWG), enfrentando a los The Young Bucks en su primer partido. Poco después se lesionaría nuevamente el cuello en un combate con Matt Sydal y Chris Sabin, Alexander volvería a trabajar en ello, con Page y él participando en el Torneo anual por el título del equipo de la etiqueta de Duumvirate Dinamita en mayo. Ganarían el Campeonato del Mundial en Parejas de PWG en el partido de la primera ronda con Joey Ryan y Candice LeRae. El reinado sería de corta duración, perdiéndolo más tarde esa noche. Alexander volvería a someterse a una cirugía de cuello en julio de 2015.
Después de que él y Page momentáneos se separaron, luchó por Absolute Intense Wrestling (AIW), Progress Wrestling y Beyond Wrestling , entre otras promociones.

### Impact Wrestling / Total Nonstop Action Wrestling (2019-presente)
En febrero de 2019, Alexander firmó un contrato de tres años con la promoción canadiense Impact Wrestling. Impact Wrestling posteriormente promocionó el debut de Alexander con un documental en línea realizado por el cineasta con sede en Toronto Glen Matthews. Alexander se reformó con Ethan Page bajo el nombre de The North, ya que derrotaron a El Reverso y Sheldon Jean en el episodio del 12 de abril de Impact. El 5 de julio en el evento Bash at the Brewery, The North derrotó a The Latin American Xchange (Ortiz y Santana) para ganar el Campeonato del Mundial en Parejas de Impact por primera vez.
En Rebellion, derrotó a Ace Austin y a TJP en un Triple Threat Match y ganó el Campeonato de la División X de Impact por primera vez.
Josh, en un episodio de Impact! de 2021, decidió dejar vacante el título, tomando la ''opción C'', para retar por el campeonato mundial, este fue confrontado por el campeón Christian Cage: ambos aceptando el combate por el título para Bound for Glory. En el evento, Josh ganó el Campeonato Mundial de Impact; minutos después, Moose 'canjearía' su oportunidad por el título que obtuvo tras ganar la Call Your Shot Gauntlet de esa misma noche, quitándole el campeonato a Alexander, el cual se convirtió en el reinado más corto en la historia del título. Alexander hizo su regreso en Sacrifice, atacó a Moose después de que retuvo su Campeonato Mundial de Impact ante Heath en el evento estelar, y lo retó por el campeonato en Rebellion.
En el mencionado evento de 2022, Josh ganó ganó el campeonato por segunda ocasión con ayuda de su eposa Jade Chung, y reteniendo el campeonato en la revancha durante el siguiente show de Impact. El próximo mes retuvo el campeonato contra el luchador de NJPW, Tomohiro Ishi, tras la alianza de esta con Impact Wrestling durante el pay-per-view TNA Under Siege, este main event obtuvo la puntuación de ****½ estrellas según el Wrestling Observer Newsletter. Durante los siguientes meses se envolvería en una enemistad versus Violent by Design: Eric Young, Cody Deaner y Joe Doring; derrotando a Young en Slammyversary, durante la lucha ejecutaron movimientos en tributo a luchadores del pasado como A.J. Styles, Jeff Jarrett, Kurt Angle y Samoa Joe, y el stable apoyó a Young; y a Doering en Against all Odds; reteniendo en ambas su título mundial. 

### New Japan Pro Wrestling (2021-presente)
En el NJPW Strong emitido el 18 de junio, debutó y y derrotó a Alex Coughlin

## Campeonatos y logros
- Absolute Intense Wrestling
  - AIW Absolute Championship (1 vez, actual)

- AAW Wrestling
  - AAW Heavyweight Championship (2 veces)
  - Jim Lynam Memorial Tournament (2019)

- Alpha-1 Wrestling
  - A1 Alpha Male Championship (2 veces)
  - A1 Zero Gravity Championship (1 vez)

- Capital City Championship Combat
  - C4 Championship (1 vez)
  - C4 Tag Team Championship (1 vez) – con Rahim Ali

- Destiny World Wrestling
  - DWW Championship (1 vez)

- Fringe Pro Wrestling
  - FPW Tag Team Championship (1 vez) – con Ethan Page

- Great Canadian Wrestling
  - GCW Tag Team Championship (1 vez) – con Tyler Tirva

- Impact Wrestling
  - Impact World Championship (2 veces)
  - Impact X Division Championship (1 vez)
  - Impact World Tag Team Championship (2 veces) – con Ethan Page
  - Triple Crown Championship (noveno)
  - IMPACT Year End Awards (2 veces)
    - Tag Team of the Year (2019, 2020) – con Ethan Page[4]

- Insane Wrestling League
  - IWL Tag Team Championship (1 vez) – con Ethan Page

- Pro Wrestling Guerrilla
  - PWG World Tag Team Championship (1 vez) – con Ethan Page

- Squared Circle Wrestling
  - SCW Premier Championship (2 veces)

- Union Of Independent Professional Wrestlers
  - UNION Heavyweight Championship (1 vez)

- Pro Wrestling Illustrated
  - Situado en el Nº370 en los PWI 500 de 2010[5]
  - Situado en el Nº385 en los PWI 500 de 2011[5]
  - Situado en el Nº222 en los PWI 500 de 2012[5]
  - Situado en el Nº369 en los PWI 500 de 2013[5]
  - Situado en el Nº367 en los PWI 500 de 2014[5]
  - Situado en el Nº417 en los PWI 500 de 2017[5]
  - Situado en el Nº381 en los PWI 500 de 2018[5]
  - Situado en el N°210 en los PWI 500 de 2019[5]
  - Situado en el Nº195 en los PWI 500 de 2020[5]
  - Situado en el Nº107 en los PWI 500 de 2021[5]
  - Situado en el Nº13 en los PWI 500 de 2022[5]
  - Situado en el Nº9 en los PWI 500 de 2023[5]